# 萨凡纳猫
萨凡纳猫（英語：Savannah cat）， 又称热带草原猫，是薮猫（Serval）和家猫的杂交品种。

## 历史
常用名称“萨凡纳猫”是一个定义不明确的市场名称，最初由少数专业猫科饲养员使用，并且倾向使用于源自野生非洲薮猫和家猫的第五子代人工杂交品种。 这种动物也被称为“薮猫混血”，“美国萨凡纳猫”。

## 生殖与遗传学
有关薮猫和家猫杂交组合主要是集中在第五代混血“萨凡纳猫”。 薮猫混血，是根据孝子数（从原始的繁殖种畜中剔除特定动物的世代数）进行分类的，如下所示：
F1（第一子代混血）是通过将雌性家猫与雄性薮猫一起繁殖而产生的后代。
F2（第二子代混血）是从F1雌性派生而来，该雌性与雄性家猫交配，其形态特征被饲养员认为是“理想的”。 理想的属性包括“长长的脖子，高大的耳朵，细长，高大的身体和漂亮的毛发”。
F3（第三子代混血）是用F2雌性和雄性家猫（同样因其“理想”特征而被选中）繁殖的结果。
F4（第四子代混血）是F3雌性和理想雄性家猫的后代。
F5（第五子代混血）是F4雌性和F4雄性或家猫雄性的后代。
F4雄性不是完全不育的第一代雄性。 F5和后代混血雄性通常都能繁衍后代，可用于之后进一步育种。孝性数字（Filial Number）并不能表示特定动物中所包含的薮猫遗传物质的百分比。一些繁殖者将萨凡纳猫与薮猫杂交（与家猫相反），这应该导致下一代萨凡纳猫（如F5）具有更高百分比的薮猫基因。科学地测量特定萨凡纳猫体内薮猫基因的百分比是不可能的。
虽然萨凡纳猫在2001年被国际猫协会（TICA）确认为一个品种，但尚未被猫爱好者协会（CFA 2005）确认为一个品种。 TICA认同由家养野生杂交产生的不同品种作为家猫，包括孟加拉猫，Chausie和萨凡纳猫 。 美国猫爱好者协会主席评论说：“我们不想支持为了煽动宠物市场而培育的人工混血品种”（《纽约时报》，2005年5月12日）。在美国，“萨凡纳猫”这个名称在所有薮猫家猫混血子代和TICA认可的品种中都可以互换使用。